# Диоктофимоз
Диоктофимо́з (Dioctophimosis): паразитарное заболевание плотоядных животных и человека. Вызывается гельминтами Dioctophyme renale из типа нематод. Основными хозяевами паразита чаще всего являются хищные млекопитающие (лисы, волки, шакалы, куницы, норки, хорьки и т.д), а также собаки и человек. Промежуточные хозяева: малощетинковые черви и различные виды рыб.
Размер взрослых самок может достигать 100 см, самцы до 40 см, цвет красный, тело цилиндрическое, у самцов на хвостовом конце имеется грушевидное утолщение. Яйца овальные, размером около 0.08х0.05 см, при микроскопии видны "крышечки" на полюсах и мелкие углубления на поверхности.

## Цикл развития
Яйца паразита с мочой заражённого животного попадают во внешнюю среду, а затем в воду, где в них примерно за 35 дней развиваются личинки . Далее они поглощаются промежуточными хозяевами - червями класса Олигохеты (малощетинковые черви), в организме которых личинки проникают в кровеносную систему, где развиваются, двукратно линяют и достигают инвазионной стадии примерно за 150 дней. При поедании заражённых червей различными видами рыб (окунь, щука, налим, сазан, карп, сом и др.), личинки через стенку желудочно-кишечного тракта мигрируют в различные ткани и образуют там цисты, которые могут сохранятся длительное время, оставаясь инвазивными. Основные (дефинитивные) хозяева заражаются, поедая инвазированных рыб. В их желудке личинки выходят из цист, проникают через стенку желудка и кишечника в брюшную полость и внедряются в печень. В паренхиме печени личинки растут, линяют и покидают её, снова оказываясь  в брюшной полости. Здесь личинки снова линяют и превращаются во взрослых особей, которые пробуравливают капсулу почки (обычно правой, которая анатомически располагается ближе к печени), внедряются в паренхиму и, наконец, проникают в полость лоханки. Здесь паразиты растут, достигая окончательных размеров, спариваются (по некоторым данным спаривание может происходит ещё при нахождении паразитов в бр.полости), после чего самки откладывают яйца, выносимые током мочи в мочевой пузырь и далее наружу. Общая продолжительность цикла развития Dioctophyme renale занимает примерно 8.5-9 мес. Продолжительность жизни взрослой нематоды может достигать 3-5 лет.

## Распространение
На территории РФ и бывшего СССР природными очагами распространения паразита являются водоёмы  бассейна Аральского моря. Единичные случаи заражения регистрируются в Карелии, Сибири и на Дальнем востоке. Чаще всего болезнь обнаруживается у пушных зверей в звероводческих хозяйствах при скармливании им сырой рыбы и продуктов её переработки. Также болезнь регистрируется у домашних собак. Имеются данные о заражении диоктофимозом кошек и человека.

## Патогенез
В процессе миграции нематод в организме дефинитивного хозяина может возникать целый ряд патологических реакций от образования гематом в местах внедрения паразита до локальных очагов воспаления с формированием вторичных фиброзных и других изменений, также могут иметь место  иммунные и аутоиммунные  реакции различной степени тяжести. Однако наиболее тяжёлые изменения возникают в поражённой почке. В процессе роста паразита происходит растяжение полости лоханки, развитие в ней хронического воспалительного процесса (пиелонефрита), затем происходит компрессионная атрофия мозгового слоя и паренхимы почки вплоть до полной потери её функции. Также возможно развитие общей интоксикации, иногда сепсиса.
Симптомы заражения могут включать общее угнетение, вялость, апатию, снижение или потерю аппетита, рвоту. У животных болезнь может протекать бессимптомно вплоть до терминального поражения почки.

## Диагностика
Как правило диагноз ставится при обнаружении взрослых паразитов в почках (реже в других органах) при вскрытии животных (в условиях звероводческих хозяйств), у домашних собак и у человека диоктофимы часто обнаруживаются при ультразвуковом исследовании в почках, иногда можно обнаружить яйца паразитов при анализе мочи (микроскопии осадка). Также можно обнаружить инкапсулированных личинок в различных органах заражённых рыб при ветеринарно-санитарной экспертизе.

## Лечение
Единственным методом лечения является хирургическое удаление паразитов, при терминальной стадии поражения почки проводиться её удаление.

## Профилактика и меры борьбы
Основным методом профилактики является исключение сырой рыбы и продуктов её переработки из рациона домашних животных (особенно в местах наибольшего распространения паразита), в качестве дополнительных мер профилактики в природных очагах  рекомендуется контроль численности диких хищных животных (лис, волков. шакалов), а также безнадзорных собак, выявление неблагополучных водоёмов, проведение разъяснительной работы с работниками рыболовных и рыбоперерабатывающих предприятий и местным населением.